# École de ballet de La Scala
 (octobre 2018).
Si vous disposez d'ouvrages ou d'articles de référence ou si vous connaissez des sites web de qualité traitant du thème abordé ici, merci de compléter l'article en donnant les références utiles à sa vérifiabilité et en les liant à la section « Notes et références ».
L'école de ballet de La Scala (en italien : Scuola di Ballo del Teatro alla Scala) est une école de danse classique associée au Ballet de La Scala, une compagnie de ballet internationale basée à La Scala à Milan. 
L'école fait partie de l'Académie des arts de la scène du théâtre (en italien : Scuola di Ballo del Teatro alla Scala).

## Histoire
L'école de ballet a été fondée en 1813 par Benedetto Ricci, comme « Imperiale Regia Accademia di Ballo » (Académie royale impériale de danse) du Théâtre de La Scala.
Pendant de nombreuses années après sa fondation, l'école a offert deux cours, d'une durée totale de huit ans ; le premier cours était un apprentissage, le deuxième une spécialisation. Les classes étaient accompagnées par un violoniste.
Beaucoup de danseurs célèbres ont été professeurs à l'école. Parmi eux, le célèbre Carlo Blasis, qui a rejoint l'école en 1838 et l'a dirigée pendant 15 ans, la ballerine italienne Caterina Beretta, qui était la directrice de l'école de 1905 à 1908 ou encore Rita Papurello.
Au cours de la Première Guerre mondiale, l'école est fermée en 1917 et est rouverte en 1921, grâce à Arturo Toscanini. La célèbre danseuse de ballet russe Olga Preobrajenska est nommée comme nouvelle directrice de l'école.
Enrico Cecchetti est directeur de l'école jusqu'à sa mort en novembre 1928, alors qu'il y enseignait. À la suite de sa recommandation, Cia Fornaroli, grande prima ballerina du Théâtre de La Scala, a été nommée directrice de l'école. Elle l'a dirige jusqu'en 1932, lorsque Ettorina Mazzucchelli la remplace.
Esmée Bulnes dirige l'école jusqu'en 1967, suivie par Éluder Bonagiunta (jusqu'en 1972). Le directeur de l'école suivant est John Field, ancien directeur du Royal Ballet de Londres et ancien directeur du corps de ballet de La Scala. John Field quitte l'école en juillet 1974, remplacé par Anna Maria Prina, ancienne élève de l'école, puis soliste du corps de ballet de La Scala. L'actuel[Quand ?] directeur du département de danse de l'Académie est Frédéric Olivieri.
En 1998, l'école déménage dans un nouveau bâtiment, sur la via Campo Lodigiano.

## Programme de danse
L'école accepte généralement des élèves de 8 ans et plus.
À partir de 1999, l'école dispense également des cours de « pré-danse » pour les enfants âgés de 6 à 10 ans. La même année, l'école a introduit des classes de danse moderne et contemporaine, en plus des plus classique cours de ballet.
Les étudiants sont évalués dans les deux disciplines (danse classique et contemporaine) afin d'obtenir le diplôme délivré par l'école.
L'école est désormais organisée en deux cycle : pendant le premier, qui dure cinq ans, les étudiants suivent des classes ordinaires pour les deux spécialisations ; dans le second, d'une durée de trois ans, les étudiants choisissent une spécialisation (classique ou contemporain).
La méthode enseignée à l'école est basée sur la méthode italienne ; les méthodes russe, française et anglaise sont également enseignées dans le cadre des programmes d'études. Récemment, l'école a également commencé des classes basées sur le style et la technique américaine.
Le programme comprend la technique de ballet, des classes de pointes, des classes de pas de deux et l'apprentissage du répertoire classique. Les étudiants apprennent également les techniques modernes et contemporaines (Limón, Graham et Cunningham).
De nombreux élèves de l'école participent également à des productions du corps de ballet de La Scala.
Tous les étudiants suivent en plus des cours scolaires, organisés par la ville de Milan.

## Corps professoral
En 2018, le corps professoral est composé de Loreta Alexandrescu, Amelia Colombini, Vera Karpenko, Tatiana Nikonova, Leonid Nikonov, et Paolo Podini.
Les classes de moderne/contemporain sont enseignées par Emanuela Tagliavia.
Les classes de répertoire féminin sont actuellement enseignées par Vera Karpernko et Amelia Colombini ; les classes de répertoire masculins et les classes de pas de deux sont enseignées par Leonid Nikonov et Paolo Podini.
La danse de caractère est enseigné par Loreta Alexandrescu et la danse espagnole par Franca Roberto. Les étudiants assistent également à des classes d'histoire de la danse et d'histoire des cours de ballet (Francesca Pedroni). Les cours de musique sont dispensés par Fabio Sartorelli et Alessandro Pontremoli.

## Célèbres diplômés de l'école
De nombreux élèves de l'école ont atteint une renommée internationale, dont Attilia Radice, Giuseppina Morlacchi, Teresa Legnani, Cia Fornaroli, Ettorina Mazzucchelli, Nives Poli, Edda Martignoni, Bianca Gallizia, Giuliana Penzi et Elide Bonagiunta.
Plus récemment, les grands danseurs qui ont étudié à l'école sont Carla Fracci, Luciana Savignano, Liliana Cosi, Oriella Dorella, Paola Cantalupo, Marco Pierin, Massimo Murru, Carlotta Zamparo, Sabrina Brazzo, Gilda Gelati, Marta Romagne, Roberto Bolle et Alessio Carbone.
De nombreux autres danseurs ont commencé leur apprentissage de la danse à l'école, comme la ballerine Alessandra Ferri.